# Otto Karl Anton Schwarz
Otto Karl Anton Schwarz ( 28 de abril de 1900, Turingia - 7 de abril de 1983, Jena) fue un botánico alemán.

## Biografía
Hasta 1920 estudió en la Universidad de Jena, pasando luego a Berlín donde realiza su doctorado, defendiendo la tesis: Estudio Analítico acerca de las relaciones de la Flora de Fanerógamas de Arnhemsland (norte de Australia) (Analytische Studie über die Beziehungen der Phanerogamenflora von Arnhemsland (Nord-australien); la que publicará en 1928, en Beitr. Syst. Pfl.-Geogr. 5, Beih. Repert. Sp. Nov. 51: 59113.
Fue profesor en Turquía, entre 1931 a 1934 .
Su abundante herbario inclusive de pteridófitas se conserva en el "Herbarium Haussknecht" de la Universidad de Jena. En esa Institución fue curador y director entre 1946 hasta su retiro en 1966.
Y profesor de Botánica en Jena, de 1946 a 1970.

## Honores

### Eponimia
- Cotoneaster otto-schwarzii G.Klotz, 1975
- Gardenia schwarzii Puttock, 1997
- Hieracium schwarzii Zahn, 1936
- Quercus ×schwarzii A.Camus, 1939

- La abreviatura «O.Schwarz» se emplea para indicar a Otto Karl Anton Schwarz como autoridad en la descripción y clasificación científica de los vegetales.[1]

Tuvo una excelente producción de 341 registros IPNI de identificaciones y clasificaciones de nuevas especiespara la ciencia, las que publicaba habitualmente en : Repert. Spec. Nov. Regni Veg.; Haussknechtia, Mitt. Thüring. Bot. Ges.; Mitt. Thuring. Bot. Ges.; Arch. Züchtungsforsch; Feddes Repert.; Cavanillesia; Notizbl. Bot. Gart. Berlin-Dahlem; Wiss. Zeitschr. Pädag. Hochsch.; Hook. Ic. Pl.